# Großvaterparadoxon
Das Großvaterparadoxon ist ein Paradoxon, das kausale Folgewidrigkeiten und Widersprüche bei Zeitreisen in die Vergangenheit zum Gegenstand hat. Es hat seinen Namen von einem bekannten Gedankenexperiment zu seiner Verdeutlichung: Angenommen, eine Person reist in die Vergangenheit und verursacht dort den Tod eines ihrer Großväter, noch bevor dieser das entsprechende Elternteil gezeugt hat; damit ist aber eine kausal notwendige Bedingung der Existenz der Zeitreisenden nicht mehr gegeben. Weiterhin ist aber auch die Kausalkette, die zur Zeitreise und zum Tod des Großvaters führte, unterbrochen. Damit wird auf eine grundlegende Problematik von Zeitreisen verwiesen. Es stellen sich z. B. die Fragen,
- ob sich durch die Zeitreise eine neue Zeitlinie ergeben hat, zu deren Vergangenheit die Zukunft der alten Zeitlinie zählt, oder
- ob sich damit die Unmöglichkeit von Zeitreisen insgesamt aufzeigt, oder
- ob angenommen werden muss, dass eine Zeitreise die (isolierten) Bedingungen ihres Zustandekommens selbst nicht aufheben kann, oder
- ob die Vergangenheit trotz Zeitreise unveränderlich ist.

Neben der direkten Diskussion der Möglichkeit von Zeitreisen und kausaler Paradoxien berührt das Paradoxon auch weitere Bereiche der philosophischen Logik, z. B. bzgl. der Identität über mögliche Welten.

## Geschichte der Bezeichnung
Auf ein dem Großvater-Paradox nahekommenden Paradoxon wurde erstmals 1927 hingewiesen in einem Leserbrief an die Science-Fiction-Zeitschrift Amazing Stories in Reaktion auf einen Nachdruck von Wells’ Die Zeitmaschine, bei dem der Erfinder der Zeitmaschine sich selbst in der Vergangenheit tötet. Ebenfalls in einem Leserbrief schrieb 1931 ein 14-Jähriger, namens Jim H. Nicholson, von einem „uralten Streit um die Verhinderung der eigenen Geburt durch Ermordung der Großeltern“. Frühe bedeutende literarische Veröffentlichungen mit diesem Gegenstand sind die Kurzgeschichte Ancestral Voices von Nathaniel Schachner, die 1933 erschien und der Roman Le Voyageur imprudent von René Barjavel aus dem Jahr 1944.

## Problemstellung
Eine klassische Formulierung stammt aus einem Aufsatz von David Lewis von 1976: “Could a time traveler change the past? It seems not: the events of a past moment could no more change than numbers could. Yet it seems that he would be as able as anyone to do things that would change the past if he did them. If a time traveler visiting the past both could and couldn’t do something that would change it, then there cannot possibly be such a time traveler.” (David K. Lewis, deutsch: „Könnte ein Zeitreisender die Vergangenheit verändern? Anscheinend nicht: Die Ereignisse eines vergangenen Zeitpunkts scheinen ebenso unveränderlich wie Zahlen zu sein. Dennoch scheint es so zu sein, dass er [in der Vergangenheit] genauso wie jede andere Person in der Lage wäre, Dinge zu tun, die die Vergangenheit ändern würden, wenn er sie denn täte. Wenn also ein Zeitreisender in der Vergangenheit gleichermaßen in der Lage ist etwas zu tun, was die Vergangenheit ändert, und nicht dazu in der Lage ist, dann kann es einen solchen Zeitreisenden gar nicht geben.“)
Das Problem lässt sich auf Grundlage der relativistischen Physik umgehen, wenn das Ziel der hypothetischen Zeitreise auf Bereiche außerhalb des sogenannten Vergangenheitslichtkegels ihres Ausgangs beschränkt bleibt. In Theorien der Raumzeit, die nicht mit diesem Konzept arbeiten, kann die Zeitreise auch Aspekte einer selbsterfüllenden Prophezeiung annehmen, bei dem die Ereignisse der Zeitreise selbst Ursache oder Anlass der Zeitreise werden, und also immer schon Teil einer einzeln, geschlossenen Zeitlinie waren bzw. Teil einer geschlossenen Kausalitätsschleife (vgl. Nowikow-Selbstübereinstimmungsprinzip).

## Mögliche Auflösungen
Will man die Möglichkeit von Zeitreisen nicht zurückweisen, ergeben sich verschiedene Argumentationsstrategien.

### In sich geschlossenes Universum
Eine mögliche Auflösung bietet die Annahme eines in sich selbst konsistenten Universums: Es ist zwar möglich, in der Zeit zu reisen, aber nicht, Kausalitätsverletzungen zu produzieren. Alles, was der Zeitreisende in der Vergangenheit tut, ist schon vor der Zeitreise Teil ebendieser Vergangenheit. Angewandt auf das Großvaterparadoxon könnte sich folgendes Bild ergeben: Der Zeitreisende versucht zwar, seinen Großvater zu töten, scheitert aber dabei oder – im Gegenteil – bewirkt sogar durch seinen Ausflug in die Vergangenheit, dass sich Großvater und Großmutter kennenlernen.
Eng gefasst müsste genau die gleiche Vergangenheit durchlaufen werden, die bis zum Zeitpunkt der Zeitreise durchlaufen wurde (das Auftauchen des Zeitreisenden ist bereits Teil der Vergangenheit). Fasst man die Interpretation etwas weiter, so muss lediglich gefordert werden, dass alle ausgelösten Veränderungen letztlich zu identischen Ausgangsbedingungen der Zeitreise führen müssen. Der Zeitreisende kann also zwar etwas in der Vergangenheit verändern, aber nur im Rahmen enger Beschränkungen (nämlich der Forderung nach einer konsistenten Wiederherstellung der Ausgangssituation seiner Zeitreise).
Der Eindruck eines Paradoxons entsteht, weil intuitiv ein Widerspruch besteht zwischen einerseits der Freiheit der Entscheidung (oder dem Wirken des Zufalls, wenn der Zeitreisende den Großvater z. B. zufällig überfahren würde) und andererseits der Endgültigkeit der Vergangenheit. Tatsächlich ist aber die Vergangenheit auch ohne Zeitreisen immer aus einer Gegenwart entstanden, die durchaus von Entscheidungen oder Zufällen geformt wurde. Der frühe Tod des Großvaters ist eben nicht passiert, wenn es einen durch die Zeit reisenden Enkel gibt.
Man könnte annehmen, die Erfindung von Zeitreisen führt dazu, dass bei relevanten geschichtlichen Ereignissen zahlreiche interessierte Zeitreisende beobachtet werden. Das ist jedoch bislang nicht der Fall. Einige Erklärungen dafür könnten sein:
- Zeitreisen werden niemals möglich sein
- Zeitreisende aus allen Zukünften halten eisern und erfolgreich an der Regel fest, zumindest bei Reisen in unsere Zeit niemals als solche erkannt werden zu dürfen
- Zeitreisende vermeiden konsequent Reisen in unsere Zeit
- Die Vorstellung eines in sich geschlossenen Universums ist falsch

### Parallelwelten
Eine weitere mögliche Auflösung des Paradoxons beruht auf der Annahme von Parallelwelten. Der Zeitreisende reist dabei nicht tatsächlich in seine eigene Vergangenheit, sondern reist in eine unabhängige Zeitlinie in einer Parallelwelt, die ab dem Ankommen des Zeitreisenden nicht mehr der ursprünglichen Vergangenheit des Zeitreisenden entspricht. Durch dieses Eintreten in eine neue Welt löscht man sich also nicht mehr selbst aus, wenn man seinen vermeintlichen Großvater tötet, da es sich ja um den Großvater der Parallelwelt handelt. Der eigene Großvater ist dagegen unbeeinflusst und sorgt dafür, dass man selbst in der Gegenwart geboren wird, da er nicht mit dem anderen Großvater des Paralleluniversums interagiert. Bei dieser Annahme entsteht bei jeder Zeitreise ein eigenes Universum, da ansonsten erneut das Paradoxon entstehen würde.
Während jedoch die klassische Parallelwelt-Auflösung davon ausgeht, dass beide Versionen der Gegenwart nebeneinander existieren, wird in den meisten Science-Fiction-Geschichten die ursprüngliche Zeitlinie ausgelöscht und durch eine alternative Zeitlinie ersetzt.

### Zeitschleife
In den meisten Fällen von Film und Literatur wird durch eine Veränderung der Vergangenheit ganz einfach die Gegenwart verändert. Die Zeit bildet in diesem Fall eine geschlossene Schleife.

### Zeitfluss
Nach der Relativitätstheorie bewegt sich jede Person in ihrem Eigensystem mit Lichtgeschwindigkeit in der Zeit vorwärts. Wenn man also von einem kontinuierlich fließenden Zeitstrom ausgeht, werden sich Änderungen der Vergangenheit, die durch einen Zeitreisenden erzeugt wurden, in der Zukunft erst manifestieren, wenn die entsprechende Zeit vergangen ist. Damit kann der Zeitreisende in „seine“ Zukunft zurückreisen, ohne die Veränderungen selbst zu erleben.

### Quantenstatistische Betrachtungen
Quantenstatistische Untersuchungen – wie sie in einer Studie von Gavassino (2025) präsentiert wurden – zeigen, dass in axialsymmetrischen Universen, in denen geschlossene zeitartige Kurven (CTCs) existieren, die internen Energiezustände eines Systems zwangsläufig diskretisiert sein müssen. Diese Diskretisierung folgt aus grundlegenden quantenmechanischen Prinzipien (insbesondere Satz von Wigner) und bewirkt, dass ein Raumschiff, das einer solchen CTC folgt, nach einer kompletten Rundreise exakt in seinen Ausgangszustand zurückkehrt. Daraus folgt eine inhärente Selbstkonsistenz aller zeitlichen Abläufe – unabhängig von Eingriffen in die Vergangenheit – wodurch das Großvaterparadoxon rigoros vermieden wird. Ferner legen diese quantenstatistischen Betrachtungen nahe, dass thermodynamische Prozesse auf CTCs, etwa die Zunahme von Entropie, durch Poincaré-Zyklen letztlich umgekehrt werden. Dies führt bspw. dazu, dass Erinnerungen, die während der Zeitreise gebildet wurden, am Ende der Reise wieder gelöscht werden, sodass sich der Ausgangszustand vollständig wiederherstellt.

## Trivia
Das Paradoxon wurde in der Science-Fiction-Literatur und in jüngerer Zeit oft auch in Fernsehserien behandelt. Anbei eine Auswahl:
Ein bekanntes Beispiel in einem mit sich selbst konsistenten Universum bildet das Finale von Harry Potter und der Gefangene von Askaban sowohl im Buch wie in der gleichnamigen Verfilmung: Harry wird von einer unerkannten Person vor einem großen Schwarm Dementoren gerettet. Später reist er in der Zeit zurück und spricht selbst den Zauber, der sein vergangenes Ich beschützt.
Die Science-Fiction-Serie Dark spielt ebenfalls in einem selbstkonsistenten Universum. In der dritten Folge der zweiten Staffel wird das Großvaterparadoxon als Münchhausen-Trilemma für kausale Zyklen direkt diskutiert. Der Zeitreisende war und ist auch Teil der Vergangenheit, auch seiner eigenen in der zur Zeitreise hinführenden Zeitlinie.
Umgekehrt gibt es Gegenstände (bspw. das Buch Eine Reise durch die Zeit und die Zeitmaschine im Koffer), die in die Vergangenheit mitgenommen werden und dort als Muster für den Autor oder Erbauer dienen und so für ihre eigene Existenz kausal verantwortlich sind. Die Gegenstände haben keinen kausalen Ursprung, ihre Existenz begründet sich durch ihre Existenz. Dies ist auch der Kern der Kurzgeschichte „Im Kreis“ von Robert A. Heinlein aus dem Jahre 1941.
In mehreren Filmen und TV-Episoden aus dem Star-Trek-Franchise finden Zeitreisen statt, z. B. durch Risse in Raum und Zeit. Hier kann die Vergangenheit meist vorübergehend verändert werden, der Lauf der Geschichte kann aber durch Personen, die aus verschiedenen Gründen von der Änderung nicht betroffen waren oder zumindest ein Bewusstsein davon besitzen, korrigiert werden.
Ein Sonderfall des Großvaterparadoxons in einem in sich konsistenten Universum findet sich im Film Timerider – Das Abenteuer des Lyle Swann: hier wird der Protagonist im Laufe der Zeitreise zu seinem eigenen Urgroßvater – die Zeitreise wird zu ihrer eigenen Voraussetzung. Ebenso in der Futurama-Episode Roswell gut – alles gut. Der Protagonist Fry reist in die Vergangenheit und tötet unabsichtlich seinen Großvater. Auch hier wird das Paradoxon dadurch gelöst, dass Fry selbst seinen Vater zeugt und somit sein eigener Großvater wird.
In der Doctor-Who-Episode Vor der Flut (Folge 9.04) wird auf dieses Paradoxon mithilfe Beethovens 5. Sinfonie hingewiesen. Der Doktor erklärt, dass ein Zeitreisender in die Vergangenheit zurückkehrt, um die Notenblätter der Sinfonie von Beethoven signieren zu lassen. Er stellt jedoch fest, dass Beethoven nicht existiert. Daraufhin schreibt er die Noten ab und veröffentlicht sie selbst unter dem Namen Beethoven. Dies ruft die Frage danach hervor, wer der Erfinder der 5. Sinfonie sei.
In Zurück in die Zukunft wird öfter mit der Manipulation der Vergangenheit gespielt: Durch das Eingreifen des Protagonisten wird in Teil 1 das Selbstbewusstsein seines Vaters gestärkt und das Leben seiner Familie verbessert, ohne eine Parallelwelt zu erzeugen. Der Zeitreisende Marty muss dabei immer darauf achten, dass er die Bedingungen seiner Existenz nicht gefährdet; die Änderungen breiten sich jedoch wellenförmig aus, sodass es aus der Perspektive des Zeitreisenden dauert, bis die zukünftigen Effekte seiner Handlungen in der Vergangenheit ihn erreichen, während er auf der Zeitreise ist.
Im ersten Film der Terminator-Reihe schickt John Connor den Soldaten Kyle Reese 45 Jahre in die Vergangenheit, um seine eigene Mutter vor dem Terminator zu schützen. Dieser verliebt sich in die Mutter Sarah Connor und zeugt mit ihr den Sohn John, bevor er im Kampf mit dem Terminator stirbt.
Auch in der Fernsehserie The Flash gibt es solche Parallelwelten, wobei hier die Einordnung schwierig ist, da die Serie sowohl in Parallelwelten als auch in einer ab und an veränderten Gegenwart spielt.